# 658
Раннє Середньовіччя. Триває чума Юстиніана. У Східній Римській імперії продовжується правління Константа II. Значну частину колишніх візантійських земель захопили араби. Частина території Італії належить Візантії, на решті лежить Лангобардське королівство. Франкське королівство розділене між правителями з династії Меровінгів. Іберію займає Вестготське королівство. В Англії триває період гептархії. Авари та слов'яни утвердилися на Балканах. Центр Аварського каганату лежить у Паннонії. У Моравії існує перша слов'янська держава Само.
У Китаї триває правління династії Тан. Індія роздроблена. В Японії триває період Ямато. До володінь арабських халіфів належать Аравійський півострів, Сирія, Палестина, Персія, Єгипет, частина Північної Африки. Хазарський каганат підпорядкував собі кочові народи на великій степовій території між Азовським морем та Аралом.
На території лісостепової України в VII столітті виділяють пеньківську й празьку археологічні культури. У VII столітті продовжилося швидке розселення слов'ян. У Північному Причорномор'ї співіснують різні кочові племена, зокрема булгари, хозари, алани, авари, тюрки.

## Події
- Муавія проголошений халіфом у Сирії.
- 17 липня сили Алі розбили хариджитів.
- Муавія захопив Єгипет.
- Констант II вторгся до Македонії та Епіру, населення яких на цей час уже було переважно слов'янським.
- 658—659 — китайці перемагають західних тюрків і підпорядковують Середню Азію.
- Помер князь першої слов'янської держави Само. Після його смерті союз слов'янських племен незабаром розпався.

## Народились
- Зайн аль-Абідін — четвертий із дванадцяти святих шиїтських імамів, син імама Хусейна і правнук пророка Мухаммеда

## Померли
- Само (князь) — князь першої писемно засвідченої слов'янської держави Само.